# Renaud-Gletscher
Der Renaud-Gletscher ist ein stark zerklüfteter Gletscher an der Bowman-Küste des Grahamlands auf der Antarktischen Halbinsel. Er fließt in südöstlicher Richtung zum Seligman Inlet, das er zwischen dem Lewis-Gletscher und dem Choyce Point erreicht.
Erste Luftaufnahmen entstanden 1940 bei der United States Antarctic Service Expedition (1939–1941). Das UK Antarctic Place-Names Committee benannte den Gletscher 1974 nach dem Schweizer Glaziologen André Renaud (1904–1964), von 1955 bis zu seinem Tod Vorsitzender der Schweizer Gletscherkommission.